# 간부전
간부전(肝不全, liver failure, hepatic insufficiency)은 간이 정상적인 생리 작용으로서의 단백질 합성과 대사 기능을 수행할 수 없는 상태를 말한다. 간 기능 부전(肝機能不全) 또는 간 기능 상실(肝機能喪失)이라고도 한다.
간부전에는 두 가지 형태가 알려져 있다.
- 급성 간부전 - 간 문제로 인한 첫 증상(황달 등)을 보인 후 4주 내로 간성 뇌증(혼란, 인사불성, 혼수상태)이 진행되고, 단백질(알부민 등) 혈액 응고 단백질의 생산이 줄어든다.

- 만성 간부전은 여러 가지 원인에 의해 발생될 수 있는데, 과도한 음주, B형 간염, C형 간염, 자가면역, 유전적 원인이나 철, 구리의 과잉섭취 등 대사적 원인, 지방성 간염 또는 지방간 등에 의한 것일 수 있다.